# Mała Śluza
Mała Śluza (niem. Kleine Schleuse) – jeden z obiektów hydrotechnicznych Twierdzy Poznań. Powstała w latach 1832–37 na Wierzbaku (nie na Bogdance, wbrew niektórym źródłom), ówcześnie płynącym pomiędzy Fortem Winiary a Fortem Św. Wojciecha. Znajdowała się w ciągu komunikacyjnym (283 metry muru) łączącym oba te umocnienia. Sama śluza miała 75 metrów długości, 8,3 metrów szerokości i 13 metrów wysokości. Pod trzema z czternastu kazamat kryły się przepusty do regulowania Wierzbaka – uruchamiane kołowrotami pozwalały na podniesienie poziomu potoku z 1 m do 6,5 m, co pozwoliłoby zalać obszar wzdłuż Fortu Winiary, aż do Lunety Ceglanej, oraz dolinę Wierzbaka. Obiekt obecnie nieistniejący.